# ملاعلي تبة
ملاعلي تبة (بالفارسية: ملاعلی‌تپه) هي قرية تقع في غلستان في إيران. يقدر عدد سكانها بـ 289 نسمة بحسب إحصاء 2016.